# Еми Нетер
Еми Нетер (пуно име Amalie Emmy Noether, 23. март 1882 — 14. април 1935), је била утицајна немачка математичарка, позната по својим доприносима апстрактној алгебри и теоријској физици. Павел Александров, Алберт Ајнштајн, Жан Дјодоне, Херман Вајл, Норберт Винер и други описали су је као најважнију жену у историји математике, која је направила револуцију у теорији прстена, поља, и алгебри. У физици, Нетерина теорема објашњава везу између симетрија и закона очувања.

## Биографија
Рођена је у јеврејској породици у баварском граду Ерлангену; њен отац је био математичар Макс Нетер. Еми је првобитно планирала да учи француски и енглески, након положених неопходних испита, али уместо тога студирала је математику на Универзитету у Ерлангену, где је предавао њен отац. Након завршетка своје дисертације 1907. под надзором Паула Гордана, радила је на Математичком институту у Ерлангену без плате седам година (у то време су жене углавном биле искључене са академских позиција). Давид Хилберт и Феликс Клајн су је 1915. године позвали да се придружи одељењу за математику на Универзитету у Гетингену, светски познатом центру математичког истраживања. Међутим, Филозофски факултет се успротивио, па је провела четири године држећи предавања под Хилбертовим именом. Њена хабилитација је одобрена 1919. године, што јој је омогућило да добије звање доцента.
Нетер је била међу водећим члановима математичког одељења у Гетингену све до 1933; њене студенте су понекад називали „Нетериним момцима“. Њеном кругу се 1924. придужио холандски математичар Б. В. Ван Дер Вирден који је врло брзо постао главна особа за објашњавање Еминих идеја: њен рад је био основа за други део његовог утицајног уџбеника из Модерна алгебра из 1931. године. До њеног пленарног обраћања 1932. на Интернационалном конгресу математичара у Цириху, њене способности у алгебри су признате широм света. Наредне 1932. године, немачка нацистичка влада је отпустила Јевреје са унивезитетских позиција, па је Нетерова отишла у Сједињене Америчке Државе где је прихватила позицију на Брин Мор Колеџу у Пенсилванији. 1935. је оперисала цисту на јајнику и, упркос томе што је показивала знаке опоравка, умрла је четири дана након операције у 53. години.
Нетерин рад у математици је подељен у три „епохе“. У првој (1908–19), значајно је допринела теорији алгебарских инваријанти и поља бројева. Њен рад на диференцијалним инваријантама у рачуну варијација, Нетерина теорема, названа је „једном од најважнијих математичких теорема која је доказана у усмеравању развоја модерне физике“. У другој епохи (1920–26), почела је рад који је „променио лице [апстрактне] алгебре“. У њеном класичном раду Idealtheorie in Ringbereichen (Теорија идеала у домену прстена, 1921.) Нетер је развила теорију идеала у комутативним прстеновима у снажно оруђе са широким дијапазоном коришћења. Елегантно је употребила растуће ланчане услове и објекти који то заслужују се зову Нетеријан, у њену част. У трећој епохи (1927–35), издала је битне радове о некомутативним алгебрама и хиперкомплексним бројевима и ујединила теорију заступљености група са теоријом модула и идеала. Као додатак њеним публикацијама, Нетер је била веома дарежљива са идејама и приписиване су јој заслуге у неколико редова истраживања која су издата од стране других математичара, чак и у пољима која су поприлично далеко од њеног деловања, као што је алгебарска топологија.